# Alicja Wyszyńska

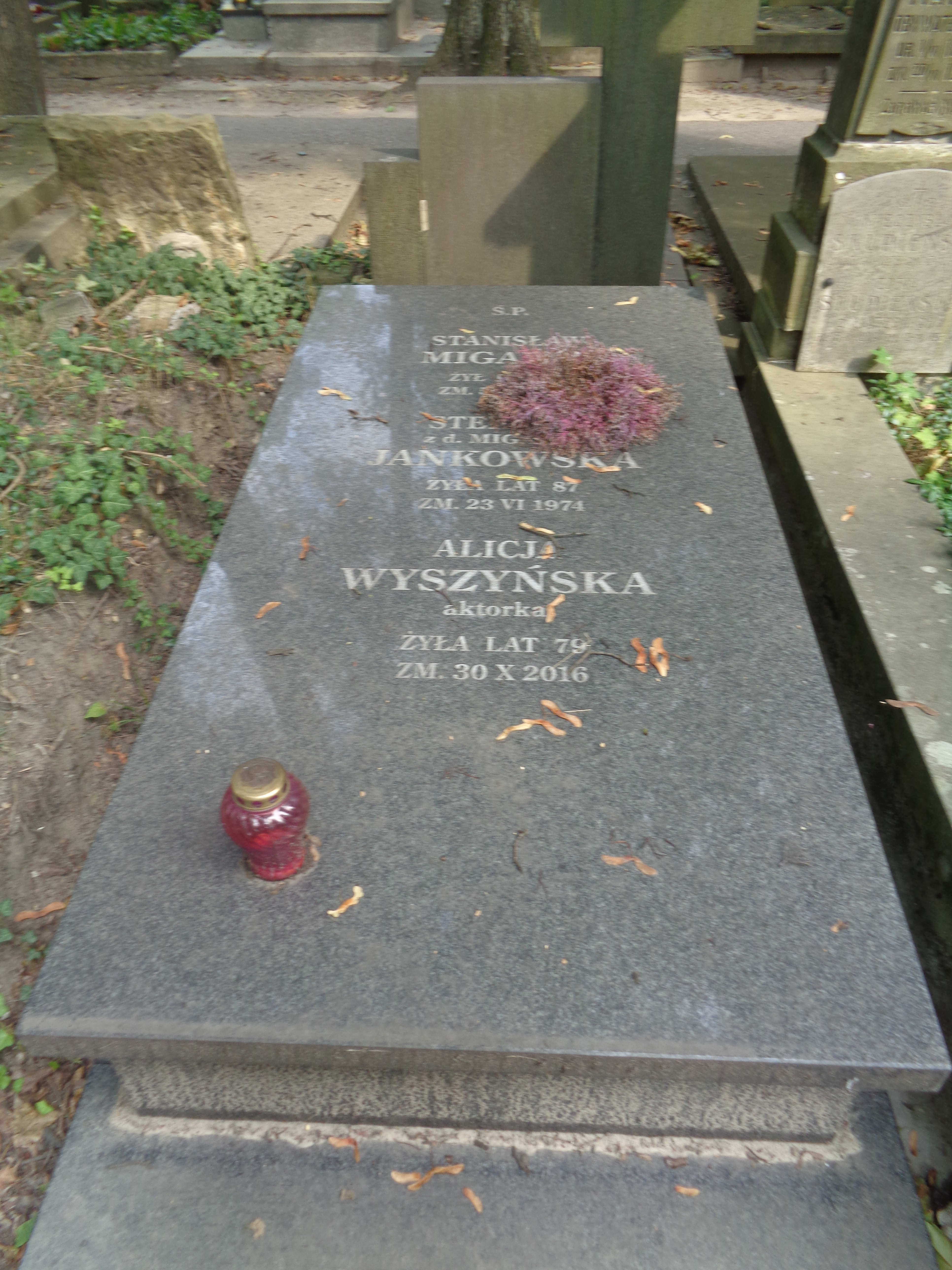
Grób Alicji Wyszyńskiej na cmentarzu Powązkowskim w Warszawie

Alicja Wyszyńska (ur. 2 grudnia 1936 w Klemensowie, zm. 30 października 2016) – polska aktorka.

## Życiorys
W 1958 ukończyła studia na PWST w Warszawie. Zadebiutowała w teatrze 2 lutego 1959. Występowała w teatrach warszawskich: Teatrze Dramatycznym (1959-1961), Teatrze Ludowym (1961-1974), Teatrze Nowym (1975) i Teatrze Popularnym (1980–1988).

## Filmografia
- 1977 – Prawo Archimedesa
- 1968 – Człowiek z M-3 – doktor Joanna, koleżanka Piechockiego
- 1966 – Gdzie jest trzeci król – porucznik Katarzyna Rogalska
- 1964 – Zakochani są między nami – mama Justynki
- 1961 – Przeciwko bogom
- 1957 – Spotkanie – Janka
- 1956 – Warszawska syrena – Kasia, narzeczona Maćka

## Polski dubbing
- 1975 – Pszczółka Maja – Pani Skorkowa
- 1974 – Joe w królestwie pszczół
- 1972 – Pinokio
- 1971 – Prywatny detektyw – Alison Wyatt
- 1960–1966 – Flintstonowie – Wilma (wydanie przez Polskie Nagrania pod koniec lat 80.)